# William Hague
William Jefferson Hague, barone Hague di Richmond (Rotherham, 26 marzo 1961) è un politico britannico membro del Partito Conservatore.
È stato leader dei Conservatori dal 1997 al 2001; alla fine del 2005 il nuovo capo del partito conservatore, David Cameron, lo ha scelto come Ministro degli Esteri del Governo Ombra (Shadow Cabinet). Il 13 maggio 2010 lo stesso Cameron, nuovo leader designato dalle elezioni britanniche del 6 maggio, lo indica quale nuovo responsabile del Foreign Office. Si dimise dalla carica il 14 luglio 2014 per diventare il Leader della Camera dei Comuni fino alle elezioni nazionali britanniche del 2015. Ha altresì annunciato nella medesima occasione che non si ricandiderà per il seggio di Richmond, finora ricoperto, lasciando così il Parlamento dopo 26 anni, per dedicarsi alla scrittura. Ha scritto già due biografie: su William Pitt il Giovane e William Wilberforce. È sposato con Ffion Hague.

## Biografia
Nato a Rotherham, nel sud dello Yorkshire, Hague esordisce precocemente in politica a 16 anni, al Congresso del Partito Conservatore del 1977, dove auspica la fine dell'allora governo laburista, ritenuto il principale responsabile della crisi economica.
Dopo la laurea con lode in Economia ad Oxford ed essere stato presidente dell'associazione universitaria legata al partito conservatore, Hague ottenne un master in Business Administration alla INSEAD. Iniziò a lavorare come consulente economico alla McKinsey & Company e alla Shell.

## Carriera politica
I Tories candidarono Hague alle elezioni generali del 1987 trionfalmente vinte da Margaret Thatcher, ma non fu eletto.
Nel 1989, in un'elezione suppletiva nel collegio di Richmond, nel nord dello Yorkshire, riuscì a conquistare il seggio alla Camera dei Comuni, che ha rappresentato poi fino al 2015.
Il 5 luglio 1995 prese il posto di David Hunt come Segretario di Stato per il Galles nell'amministrazione di John Major: la carica cessò con la fine di quel governo, ovvero in data 2 maggio 1997.
In questi anni conobbe la sua futura moglie, in un'occasione particolarmente curiosa: il predecessore di Hague era stato pesantemente criticato dalla stampa per non sapere le parole dell'inno nazionale gallese.
Hague, per non ripetere l'errore, chiese di farselo insegnare da un funzionario del suo Dipartimento. Ffion Jenkins gli insegnò l'inno e nel dicembre 1997 i due si sposarono.

### Leader dell'opposizione (1997-2001)
Dopo la sconfitta dei conservatori alle elezioni generali del 1997, John Major lasciò la guida del partito e fu sostituito proprio da Hague. Nonostante l'appoggio di Margaret Thatcher, Hague si dimostrò impreparato a ricoprire il ruolo di Capo dell'Opposizione.
Hague non fu capace di strappare consensi ai laburisti, né di togliersi l'immagine di leader distaccato dalla gente comune.
La nomina di Michael Portillo a responsabile delle politiche economiche del partito impedì ai conservatori di opporsi con decisione alle politiche del governo laburista sull'autonomia della Banca d'Inghilterra e sul salario minimo.
Hague, comunque, si rivelò particolarmente portato per il dibattito parlamentare. In molte occasioni, durante il PMQ ("Prime Minister's Question Time"), seppe tenere testa a Tony Blair.
Alle elezioni generali del 2001, il Partito Conservatore fu sconfitto per la seconda volta e Hague lasciò la leadeship in settembre.

### In seconda fila (2001-2005)
Dal 2001 al 2005, Hague rifiutò di esercitare ruoli di primo piano nelle decisioni politiche del Partito Conservatore, intervenendo solo occasionalmente nel 2002 e nel 2003 a favore dell'intervento inglese in Iraq.
In questo periodo si dedicò alla sua attività di consulenza finanziaria, scrisse due biografie (una di William Pitt il Giovane, l'altra su William Wilberforce) e partecipò alla trasmissione televisiva Have I got news for you come conduttore.
Proprio in questi anni, Hague risultò essere il parlamentare con il più alto reddito annuale (pari a circa 1 milione di sterline).

### Il ritorno in prima linea
Nel dicembre 2005 Hague appoggiò David Cameron nell'elezione a leader dei conservatori. Cameron ricambiò il favore nominandolo Ministro degli Esteri e membro anziano del Governo Ombra. Da allora, in alcune occasioni, Hague ha sostituito Cameron in dibattiti e conferenze.

### Al Foreign Office

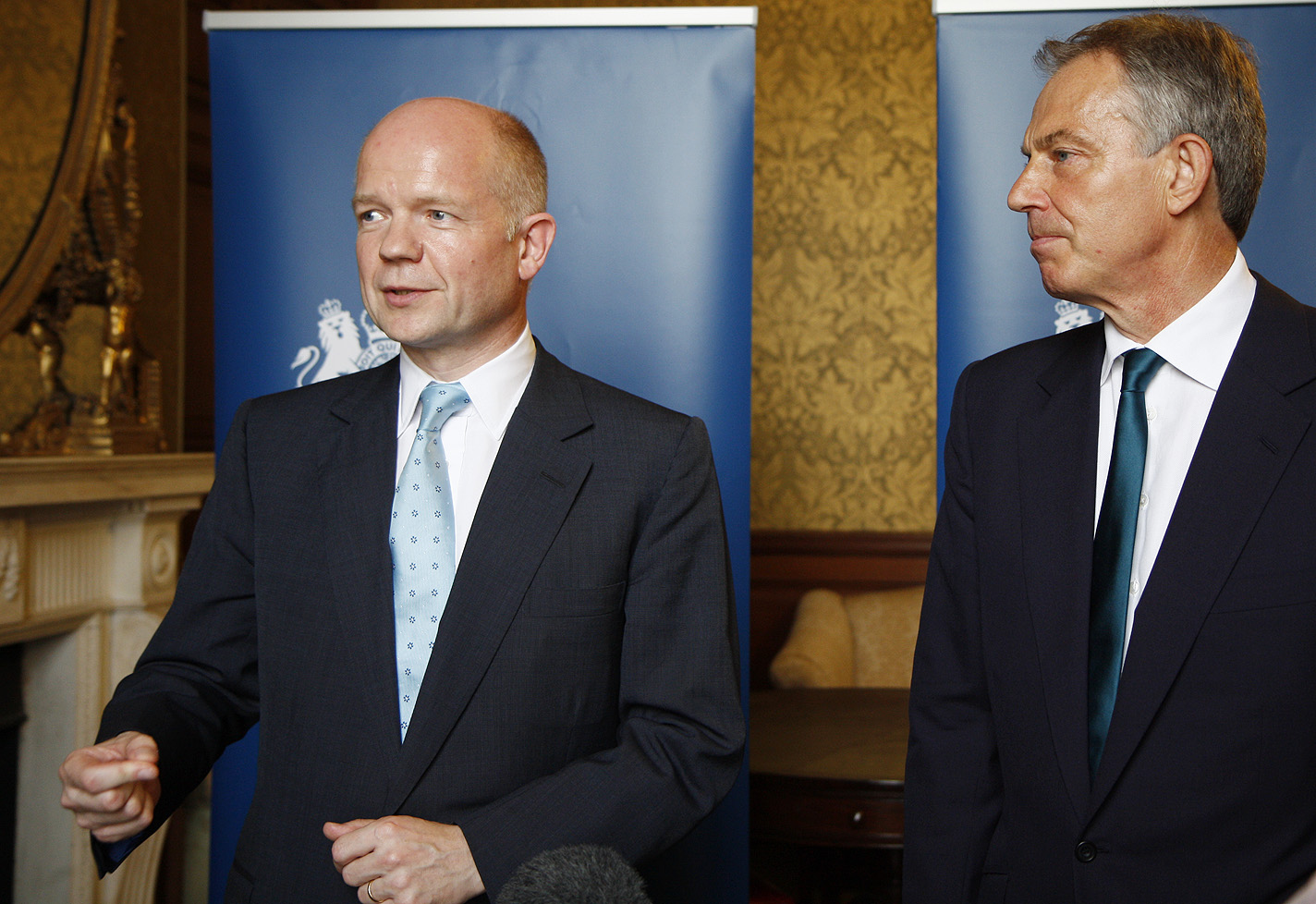
Hauge segretario per gli affari esteri con il rappresentante del Quartetto, Tony Blair a Londra, 2 luglio 2010.

In seguito alla formazione della Coalizione tra Tory e LibDem, Hague venne nominato Segretario di Stato per gli Affari Esteri e del Commonwealth dal Primo Ministro David Cameron il 11 maggio 2010: la sua nomina comportò che la politica estera del Governo Cameron I fosse affidata alle idee della "corrente" degli euro-scettici nei Tory. Il 14 luglio 2014 Hague annunciò le proprie dimissioni dalla carica di ministro con effetto immediato. La stampa britannica ha descritto tale circostanza come un "privilegio", quello concesso ad Hague stesso di annunciare le proprie dimissioni.

### Leader della Camera dei Comuni

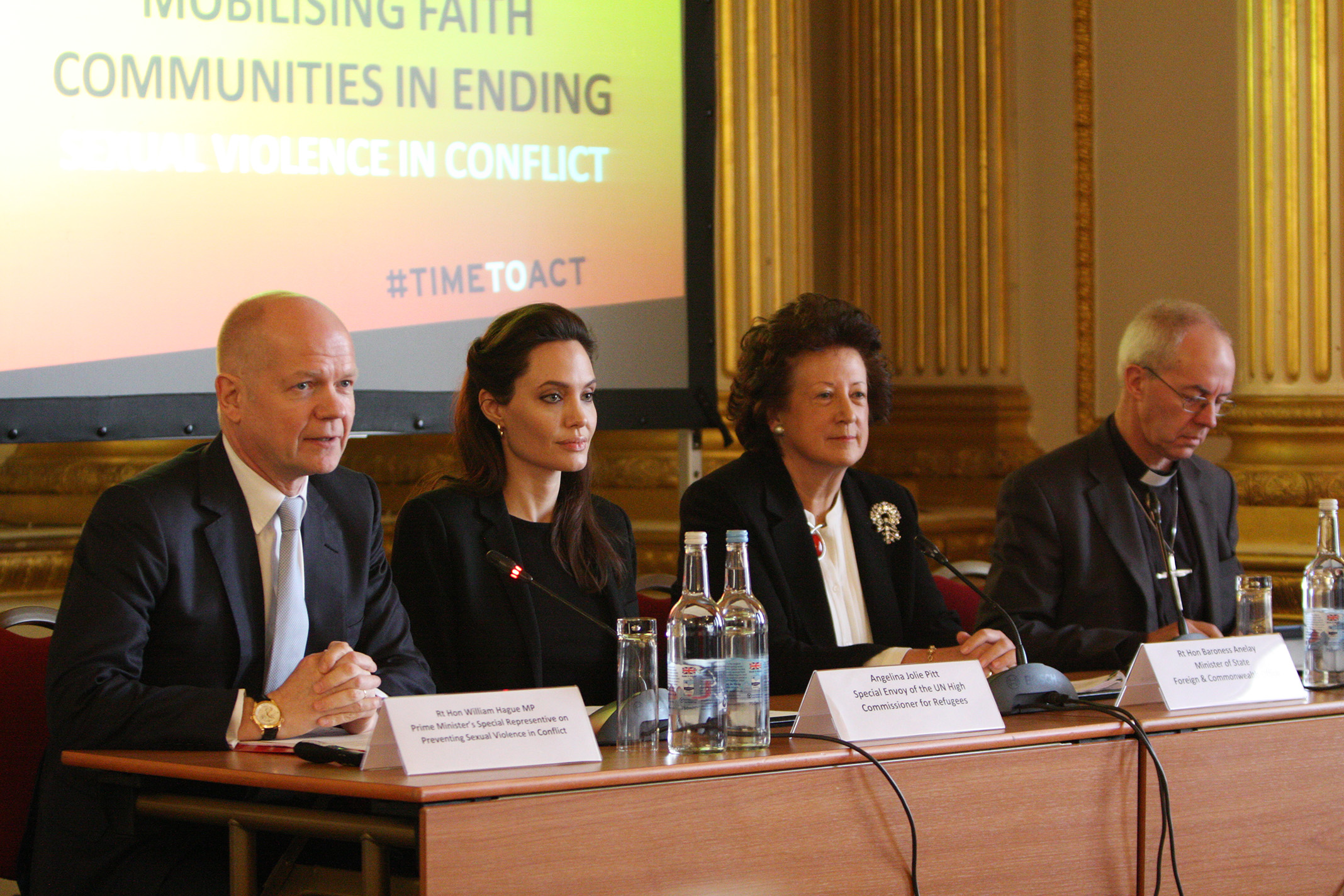
William Hague alla mobilitazione della comunità di fede per porre fine alla violenza sessuale nei conflitti il 9 febbraio 2015.

Nell'ambito del più grande rimpasto di governo mai deciso dal primo ministro David Cameron sin dalla sua elezione a premier britannico nel 2010 - William Hague è diventato dal 15 luglio il nuovo Leader della Camera dei Comuni, carica che ricoprirà fino al termine della legislatura nel 2015.